# ラルス・ヘルミニウス・コリティネサヌス
ラルス (もしくはスプリウス) ・ヘルミニウス・コリティネサヌス（ラテン語: Lars (Sprius) Herminius Coritinesanus、生没年不詳）は共和政ローマの政治家・軍人。紀元前448年に執政官を務めた。なお、カピトリヌスのファスティはこの年の部分が破損しており、彼の名前はリウィウスは「Sp. Herminius」、ディオニュシオスは「Λάρος Έρμίνιος」、ディオドロスは「Λαρῖνον Ἑρμίνιον」、354年の年表では「Coritinesano (et Tricosto) 」と諸説ある。ここではT. R. S. Broughtonに従う。

## 経歴
紀元前448年、ヘルミニウスは同僚のティトゥス・ウェルギニウス・トリコストゥス・カエリオモンタヌスと共に執政官に選出された。『ローマ古代誌』はこの年の記述が失われているが、リウィウスによれば、この年の護民官が、前年行われた選挙で定員10名のところ5名しか選出されていなかったため、残り5名が現職護民官によって決められ、その中にパトリキである紀元前454年に執政官を務めた2人も含まれていた。護民官の1人ルキウス・トレボニウスはこのことに憤り、護民官選挙は定員の10名が決まるまで続けるとするトレボニウス法を提出した。それ以外では国内外とも平和であったという。